# Шэфер, Макс
Макс Шэфер (нем. Max Schäfer; 17 января 1907, Карлсруэ — 6 мая 1987, Баден-Баден) — немецкий офицер войск СС, оберфюрер СС, кавалер Рыцарского креста Железного креста с Дубовыми листьями.

## Биография
Макс Шэфер родился 17 января 1907 года в городе Карлсруэ. В 30-х гг. вступил в СС (служебное удостоверение № 16 362). В 1933-34 гг. прошёл подготовку на пехотных курсах. В 1934 году поступил в части усиления СС. С 1 октября 1934 служил в сапёрном штурмбанне СС, где с 1935 года был командиром взвода во 2-м штурме. Макс Шэфер принял участие в Польской и Французской кампаниях. С сентября 1940 командир 2-й роты сапёрного батальона дивизии СС «Викинг». С июня 1941 воевал на советско-германском фронте. С октября 1941 командир сапёрного батальона СС «Викинг», с которым воевал на Кавказе и Дону. С мая 1943 командир сапёрных частей 3-го танкового корпуса СС. Отличился в боях под Ленинградом и в Ораниенбаумском котле. 14 мая 1945 в Шлезвиг-Гольштейне сдался в плен британским войскам. 8 ноября 1948 года освобождён. После освобождения Макс Шэфер жил в Западной Германии и умер в городе Баден-Баден 6 мая 1987 года.

## Чины
- Штурмбаннфюрер СС (2 октября 1938)
- Оберштурмбаннфюрер СС (30 января 1943)
- Штандартенфюрер СС (29 июля 1944)
- Оберфюрер СС (20 апреля 1945)

## Награды
- Железный крест (1939)
  - 2-й степени (3 июня 1940)
  - 1-й степени (13 июля 1941)
- Медаль «За зимнюю кампанию на Востоке 1941/42» (15 сентября 1942)
- Нагрудный знак «За участие в общих штурмовых атаках»
- Почётная пряжка на ленте для войск СС
- Рыцарский крест Железного креста с Дубовыми листьями
  - Рыцарский крест (12 февраля 1943) — оберштурмбаннфюрер СС, командир сапёрного батальона дивизии СС «Викинг»
  - Дубовые листья (№ 714) (25 января 1945) — штандартенфюрер СС, командир сапёрных частей 3-го танкового корпуса СС